# جوليان لوبير
جوليان لوبير (بالفرنسية: Julien Lepers)‏ (و. 1949 – م) هو مقدم برامج إذاعية، ومغن مؤلف، ومذيع، ومغني من فرنسا. ولد في باريس.

## التعليم
تعلم في جامعة نيس صوفيا انتيبوليس.

## مناصب وهيئات
أدار فرنسا 3، وإذاعة مونت كارلو الدولية.

## روابط خارجية
- جوليان لوبير على موقع IMDb (الإنجليزية)
- جوليان لوبير على موقع روتن توميتوز (الإنجليزية)
- جوليان لوبير على موقع ألو سيني (الفرنسية)
- جوليان لوبير على موقع ميوزك برينز (الإنجليزية)
- جوليان لوبير على موقع أول موفي (الإنجليزية)
- جوليان لوبير على موقع ديسكوغز (الإنجليزية)
- جوليان لوبير على موقع قاعدة بيانات الفيلم (الإنجليزية)